# Албрехт III фон дер Шуленбург
Албрехт III фон дер Шуленбург (на немски: Albrecht III Graf von der Schulenburg; * пр. 1503; † 14 декември 1540) е граф от „Бялата линия“ на благородническия род „фон дер Шуленбург“.

## Произход
Той е син на граф Фриц IV фон дер Шуленбург († пр. 1510) и първата му съпруга Кунигунда фон Бартенслебен. Баща му Фриц IV фон дер Шуленбург се жени втори път за Анна? фон дем Берге. Така той е полубрат на граф Фриц VI фон дер Шуленбург († сл. 1549/сл. 1562).

## Фамилия
Албрехт III фон дер Шуленбург се жени за Агата фон Бюлов († 8 януари 1541), дъщеря на Георг фон Бюлов († пр. 1516) и първата му съпруга фон Бодендик. Te имат 11 деца:
- Анна фон дер Шуленбург (* 1512)
- Кристоф V фон дер Шуленбург (1513 – 1580), женен I. за Анна фон Есторф († 1578), II. 1555 г. за Илза фон дер Кнезебек; има син от първия брак:
  - Албрехт VI фон дер Шуленбург (1557 – 1607), женен за графиня Олека фон Залдерн († 1622); имат 13 деца
- Георг IX фон дер Шуленбург (1514 – 1578), женен 1554 г. за Анна фон Велтхайм († 1604); нямат деца
- Фриц VIII фон дер Шуленбург (* 1517/1518; † 6 януари 1589, Виненбург), женен 1559 г. за Илза фон Залдерн (1539 – 1607); нямат деца
- Катарина фон дер Шуленбург (1518 – 1539), омъжена за Дитрих XVI фон Квитцов (* 1472; † 15 май 1552)
- Маргарета фон дер Шуленбург (1520 – 1591), омъжена 1551 г. за Левин фон Мединг († 1553)
- Хедвиг фон дер Шуленбург (1522 – 152?)
- Албрехт V фон дер Шуленбург († 1553), убит при Зиверсхаузен
- Ангелика фон дер Шуленбург (1527 – 152?)
- Емеренция фон дер Шуленбург (1528 – 152?)
- Кунигунда фон дер Шуленбург (1529 – 152?/153?)